# 全徳基
全徳基（チョン・トッキ、전덕기、1875年 - 1914年）は旧韓国末同上教会の伝道師と牧師を歴任した独立運動家。新民会と同上青年会の組織に重要な役目を果たした。

## 経歴
漢城府出身。同上教会の伝道師になり、独立協会庶務部で働いた。李東寧、李承晩、朴容万等とともに一緒に独立運動に参加した。
1906年同上教会で設立した攻玉学校で教師を務め、1907年に校監李会栄、教師李東寧等とともに新民会を結成した。同年、李儁と同上教会地下室でハーグ密使事件を成功させたメソジスト教会年会で牧師按手を受けて同上教会の担任牧師になった。
1912年に105人事件で逮捕され、西大門刑務所で残酷な拷問を受けた。病気により保釈後に永眠した。
位牌が国立墓地に祀られている。